# Bogenbrücke (Meiningen)
Die Bogenbrücke in Meiningen ist eine Fußgänger-Eisenfachwerkbrücke über den Fluss Werra im Schlosspark der Kreisstadt Meiningen. Die zur Blütezeit von Eisenfachwerkkonstruktionen entstandene Brücke steht unter Denkmalschutz.

## Bauwerk
Nach dem Baubeginn im Jahr 1882 übergab man am 6. April 1883 die Bogenbrücke ihrer Bestimmung. Sie wurde nach einem Projekt vom herzoglichen Oberbaurat für Straßen- und Wasserbau Eduard Fritze durch die Firma Nöll errichtet. Die Brücke verbindet den Schlosspark und die nordwestliche Altstadt fußläufig mit dem Landschaftspark Herrenberg am gleichnamigen Berghang und den Limbachsweg, auf dem die Radfernwege Werratalradweg und Main-Werra-Radweg sowie Wander- und Spazierwege verlaufen. Die Brücke selbst queren der Qualitätswanderweg Milseburgweg und der Premium-Wanderweg Der Meininger.
Die stark geschwungene Meininger Bogenbrücke hat bei einer Spannweite von 36 Meter eine Gesamtlänge von rund 48 Meter inklusive Widerlager. Sie ist mit einem Eisenkunstguss-Geländer versehen, das an beiden Enden der Brücke mit steinernen Pfosten gehalten wird. Der einst asphaltierte Laufweg ist heute mit einer Pflasterung versehen.
Infolge starker Korrosionsschäden fand 1991/92 eine umfangreiche Sanierung und teilweise originalgetreue Rekonstruktion der Brücke durch die Regensburger Stahlbaufirma STS Stahltechnik GmbH statt. Sie wurde am 25. März 1992 wieder für den Publikumsverkehr freigegeben.
Viele Verliebte und frisch verheiratete Paare bringen an dieser elegant geschwungenen Brücke, gelegen im idyllischen Schlosspark und unweit des Standesamtes, ihre meist mit individuellen Gravuren versehenen Liebesschlösser an.